# Бусиа (Кения)
Бусиа (англ. Busia) — город в Кении, центр одноимённого округа в Западной провинции. Население — 51 981 человек (2009 год).

## География
Город расположен на самом западе Кении, возле границы с Угандой. Расстояние до столицы страны, Найроби, примерно составляет 430 км (по прямой — 359,3 км). Сразу через границу в Уганде находится округ, также носящий название Бусиа (с одноимённым административным центром). Неподалёку расположено озеро Виктория.

## Климат
| Показатель                                                           | Янв. | Фев. | Март | Апр. | Май | Июнь | Июль | Авг. | Сен. | Окт. | Нояб. | Дек. | Год  |
| -------------------------------------------------------------------- | ---- | ---- | ---- | ---- | --- | ---- | ---- | ---- | ---- | ---- | ----- | ---- | ---- |
| Средний суточный максимум, °C                                        | 29   | 29   | 29   | 28   | 27  | 27   | 27   | 27   | 28   | 28   | 28    | 28   | 28   |
| Средний суточный минимум, °C                                         | 16   | 16   | 17   | 17   | 17  | 16   | 16   | 16   | 16   | 16   | 16    | 16   | 16   |
| Норма осадков, мм                                                    | 71   | 85   | 158  | 280  | 240 | 106  | 81   | 138  | 159  | 183  | 170   | 104  | 1775 |
| Источник: http://www.climatedata.eu/climate.php?loc=kezz0001&lang=en |      |      |      |      |     |      |      |      |      |      |       |      |      |

## Экономика
Город является важным торговым центром, через него, а также соседний город Малаба и одноимённый ему угандийский город, проходят торговые и людские потоки между странами Восточноафриканского сообщества.

## Население
Население города быстро растёт: если в 1999 году здесь проживало 30 777 человек, то в 2009 — 51 981. По численности население город находится на 43-м месте в стране.
Доля имеющих начальное образование — 72,3 % (7-е место по стране), среднее — 9,9 % (34-е место). По доступу населения к чистой воде Бусиа занимает 6-е место в Кении (82,9 %).